# 真夏の夜の夢 (アルバム)
『真夏の夜の夢』（まなつのよのゆめ）は人間椅子の14枚目のアルバム。
2016年にはHQCDで再発された。

## 解説
アルバム・タイトルはウィリアム・シェイクスピアの戯曲「夏の夜の夢」から。本作で『見知らぬ世界』が保持していた最長ランニング・タイム記録を破っている（ただし曲数は及ばず）。
ギタリストの和嶋曰く、「今までよりも突出して夢や幻想に関する曲が収録されている」とのこと。
あまり発表されていなかったギャンブル・シリーズの再開を飾る作品「膿物語」（CR海物語のパロディ）や、それまでの人間椅子の作品ではあまりなかった、曲中の台詞を主とした作品『世界に花束を』など、色々と実験的な試みが見られる。

## 収録曲
| 全編曲: 人間椅子。 |                                        |           |              |       |
| #                  | タイトル                               | 作詞      | 作曲         | 時間  |
| 1.                 | 「夜が哭く」                           | 和嶋慎治  | 和嶋慎治     | 7:47  |
| 2.                 | 「転落の楽典」                         | 和嶋慎治  | 鈴木研一     | 5:36  |
| 3.                 | 「青年は荒野を目指す」                 | 和嶋慎治  | 鈴木研一     | 5:09  |
| 4.                 | 「空飛ぶ円盤」                         | 和嶋慎治  | 和嶋慎治     | 8:25  |
| 5.                 | 「猿の船団」                           | 和嶋慎治  | ナカジマノブ | 4:12  |
| 6.                 | 「閻魔帳」                             | 鈴木研一  | 鈴木研一     | 5:11  |
| 7.                 | 「白日夢」                             | 和嶋慎治  | 和嶋慎治     | 5:13  |
| 8.                 | 「牡丹燈籠」                           | 和嶋慎治  | 鈴木研一     | 6:24  |
| 9.                 | 「世界に花束を」                       | 和嶋慎治  | 和嶋慎治     | 8:44  |
| 10.                | 「膿物語」                             | 鈴木研一  | 鈴木研一     | 4:12  |
| 11.                | 「肥満天使（メタボリックエンジェル）」 | 鈴木研一  | 鈴木研一     | 4:56  |
| 12.                | 「どっとはらい」                       | 和嶋慎治  | 和嶋慎治     | 7:17  |
| 合計時間:          | 合計時間:                              | 合計時間: | 合計時間:    | 73:06 |

## 演奏者
- 和嶋慎治 - ギター、ボーカル
- 鈴木研一 - ベース、ボーカル
- ナカジマノブ - ドラムス、ボーカル